# Municipio de Warren (condado de Bremer)
El municipio de Warren (en inglés: Warren Township) es un municipio ubicado en el condado de Bremer en el estado estadounidense de Iowa. En el año 2010 tenía una población de 561 habitantes y una densidad poblacional de 5,91 personas por km².

## Geografía
El municipio de Warren se encuentra ubicado en las coordenadas 42°46′27″N 92°22′36″O / 42.77417, -92.37667. Según la Oficina del Censo de los Estados Unidos, el municipio tiene una superficie total de 94.98 km², de la cual 94,98 km² corresponden a tierra firme y (0 %) 0 km² es agua.

## Demografía
Según el censo de 2010, había 561 personas residiendo en el municipio de Warren. La densidad de población era de 5,91 hab./km². De los 561 habitantes, el municipio de Warren estaba compuesto por el 99,29 % blancos, el 0,18 % eran afroamericanos, el 0,18 % eran isleños del Pacífico, el 0,18 % eran de otras razas y el 0,18 % eran de una mezcla de razas. Del total de la población el 0,36 % eran hispanos o latinos de cualquier raza.